# Círculo eleitoral de Leiria
Círculo eleitoral de Leiria é um dos 22 círculos eleitorais plurinominais da Assembleia da República. O círculo eleitoral foi estabelecido em 1976, quando a Assembleia da República foi estabelecida pela constituição de 1976 após a restauração da democracia. Abrange o distrito de Leiria os seu 16 municípios. O círculo eleitoral atualmente elege 10 dos 230 membros da Assembleia da República usando o sistema eleitoral de representação proporcional de lista partidária fechada. Nas eleições legislativas de 2024, teve 412.184 eleitores registrados.

## Sistema eleitoral
Leiria elege atualmente 10 dos 230 deputados à Assembleia da República, cerca de 4% da composição total do Parlamento português, segundo o sistema eleitoral de representação proporcional de lista fechada. A atribuição dos lugares é efetuada segundo o método D'Hondt. 

## Resultados das eleições
| Ano  | %       | D       | %    | D   | %      | D      | %           | D           | %       | D       | %   | D   | %    | D  | %    | D   | %    | D   | %   | D   | %    | D    | %   | D   | %       | D       | % | D | %  | D  | %  | D  |
| Ano  | PPD/PSD | PPD/PSD | PS   | PS  | CDS-PP | CDS-PP | PCP/APU/CDU | PCP/APU/CDU | MDP/CDE | MDP/CDE | UDP | UDP | AD   | AD | FRS  | FRS | PRD  | PRD | PSN | PSN | B.E. | B.E. | PAN | PAN | PSD CDS | PSD CDS | L | L | CH | CH | IL | IL |
| ---- | ------- | ------- | ---- | --- | ------ | ------ | ----------- | ----------- | ------- | ------- | --- | --- | ---- | -- | ---- | --- | ---- | --- | --- | --- | ---- | ---- | --- | --- | ------- | ------- | - | - | -- | -- | -- | -- |
| 1975 | 35,6    | 5       | 33,2 | 5   | 6,8    | 1      | 6,4         | –           | 3,4     | –       | 1,1 | –   |      |    |      |     |      |     |     |     |      |      |     |     |         |         |   |   |    |    |    |    |
| 1976 | 31,2    | 4       | 31,1 | 4   | 19,4   | 2      | 7,3         | 1           |         |         | 1,0 | –   |      |    |      |     |      |     |     |     |      |      |     |     |         |         |   |   |    |    |    |    |
| 1979 | AD      | AD      | 23,1 | 3   | AD     | AD     | 10,8        | 1           | APU     | APU     | 1,5 | –   | 56,1 | 7  |      |     |      |     |     |     |      |      |     |     |         |         |   |   |    |    |    |    |
| 1980 | AD      | AD      | FRS  | FRS | AD     | AD     | 9,7         | 1           | APU     | APU     | 1,0 | –   | 59,7 | 7  | 22,7 | 3   |      |     |     |     |      |      |     |     |         |         |   |   |    |    |    |    |
| 1983 | 35,6    | 4       | 32,8 | 4   | 16,1   | 2      | 9,5         | 1           | APU     | APU     | 0,7 | –   |      |    |      |     |      |     |     |     |      |      |     |     |         |         |   |   |    |    |    |    |
| 1985 | 38,4    | 5       | 19,4 | 2   | 12,1   | 1      | 8,1         | 1           | APU     | APU     | 0,9 | –   | 15,4 | 2  |      |     |      |     |     |     |      |      |     |     |         |         |   |   |    |    |    |    |
| 1987 | 60,8    | 9       | 18,7 | 2   | 6,0    | –      | 5,9         | –           | 0,4     | –       | 0,5 | –   | 3,1  | –  |      |     |      |     |     |     |      |      |     |     |         |         |   |   |    |    |    |    |
| 1991 | 61,2    | 7       | 23,0 | 3   | 4,8    | –      | 4,5         | –           |         |         | –   | –   | 0,6  | –  | 1,4  | –   |      |     |     |     |      |      |     |     |         |         |   |   |    |    |    |    |
| 1995 | 43,4    | 5       | 36,7 | 4   | 11,4   | 1      | 4,5         | –           | 0,5     | –       |     |     | –    | –  |      |     |      |     |     |     |      |      |     |     |         |         |   |   |    |    |    |    |
| 1999 | 42,6    | 5       | 36,8 | 4   | 9,9    | 1      | 5,3         | –           |         |         | 0,3 | –   | 1,7  | –  |      |     |      |     |     |     |      |      |     |     |         |         |   |   |    |    |    |    |
| 2002 | 50,8    | 6       | 29,5 | 3   | 9,8    | 1      | 4,1         | –           |         |         | 2,2 | –   |      |    |      |     |      |     |     |     |      |      |     |     |         |         |   |   |    |    |    |    |
| 2005 | 39,8    | 5       | 35,6 | 4   | 8,9    | 1      | 4,6         | –           | 5,5     | –       |     |     |      |    |      |     |      |     |     |     |      |      |     |     |         |         |   |   |    |    |    |    |
| 2009 | 35,0    | 4       | 30,2 | 4   | 12,6   | 1      | 5,1         | –           | 9,5     | 1       |     |     |      |    |      |     |      |     |     |     |      |      |     |     |         |         |   |   |    |    |    |    |
| 2011 | 47,0    | 6       | 20,7 | 3   | 12,8   | 1      | 5,0         | –           | 5,4     | –       | 1,2 | –   |      |    |      |     |      |     |     |     |      |      |     |     |         |         |   |   |    |    |    |    |
| 2015 | CDS     | CDS     | 24,8 | 3   | PSD    | PSD    | 5,1         | –           | 9,7     | 1       | 1,2 | –   | 48,4 | 6  | 0,8  | –   |      |     |     |     |      |      |     |     |         |         |   |   |    |    |    |    |
| 2019 | 33,5    | 5       | 31,1 | 4   | 5,3    | –      | 4,3         | –           | 9,4     | 1       | 2,9 | –   |      |    | 0,9  | –   | 1,5  | –   | 0,9 | –   |      |      |     |     |         |         |   |   |    |    |    |    |
| 2022 | 34,7    | 4       | 35,7 | 5   | 2,1    | –      | 3,1         | –           | 4,5     | –       | 1,3 | –   | 1,0  | –  | 8,0  | 1   | 5,3  | –   |     |     |      |      |     |     |         |         |   |   |    |    |    |    |
| 2024 | AD      | AD      | 22,5 | 3   | AD     | AD     | 2,4         | –           | 35,2    | 5       | 4,3 | –   | 1,7  | –  | 2,6  | –   | 19,7 | 2   | 5,7 | –   |      |      |     |     |         |         |   |   |    |    |    |    |

## Deputados Eleitos pelo Círculo eleitoral de Leiria
| #  | Eleições no Círculo eleitoral de Leiria | Eleições no Círculo eleitoral de Leiria | Eleições no Círculo eleitoral de Leiria | Eleições no Círculo eleitoral de Leiria | Eleições no Círculo eleitoral de Leiria | Eleições no Círculo eleitoral de Leiria | Eleições no Círculo eleitoral de Leiria | Eleições no Círculo eleitoral de Leiria | Eleições no Círculo eleitoral de Leiria | Eleições no Círculo eleitoral de Leiria | Eleições no Círculo eleitoral de Leiria | Eleições no Círculo eleitoral de Leiria | Eleições no Círculo eleitoral de Leiria | Eleições no Círculo eleitoral de Leiria | Eleições no Círculo eleitoral de Leiria | Eleições no Círculo eleitoral de Leiria | Eleições no Círculo eleitoral de Leiria | Eleições no Círculo eleitoral de Leiria | Eleições no Círculo eleitoral de Leiria | Eleições no Círculo eleitoral de Leiria | Eleições no Círculo eleitoral de Leiria | Eleições no Círculo eleitoral de Leiria | Eleições no Círculo eleitoral de Leiria | Eleições no Círculo eleitoral de Leiria | Eleições no Círculo eleitoral de Leiria | Eleições no Círculo eleitoral de Leiria | Eleições no Círculo eleitoral de Leiria | Eleições no Círculo eleitoral de Leiria | Eleições no Círculo eleitoral de Leiria | Eleições no Círculo eleitoral de Leiria | Eleições no Círculo eleitoral de Leiria | Eleições no Círculo eleitoral de Leiria | Eleições no Círculo eleitoral de Leiria | Eleições no Círculo eleitoral de Leiria |
| #  | 2024                                    | 2024                                    | 2022                                    | 2022                                    | 2019                                    | 2019                                    | 2015                                    | 2015                                    | 2011                                    | 2011                                    | 2009                                    | 2009                                    | 2005                                    | 2005                                    | 2002                                    | 2002                                    | 1999                                    | 1999                                    | 1995                                    | 1995                                    | 1991                                    | 1991                                    | 1987                                    | 1987                                    | 1985                                    | 1985                                    | 1983                                    | 1983                                    | 1980                                    | 1980                                    | 1979                                    | 1979                                    | 1976                                    | 1976                                    |
| -- | --------------------------------------- | --------------------------------------- | --------------------------------------- | --------------------------------------- | --------------------------------------- | --------------------------------------- | --------------------------------------- | --------------------------------------- | --------------------------------------- | --------------------------------------- | --------------------------------------- | --------------------------------------- | --------------------------------------- | --------------------------------------- | --------------------------------------- | --------------------------------------- | --------------------------------------- | --------------------------------------- | --------------------------------------- | --------------------------------------- | --------------------------------------- | --------------------------------------- | --------------------------------------- | --------------------------------------- | --------------------------------------- | --------------------------------------- | --------------------------------------- | --------------------------------------- | --------------------------------------- | --------------------------------------- | --------------------------------------- | --------------------------------------- | --------------------------------------- | --------------------------------------- |
| 1  |                                         | Telmo Faria                             |                                         | António Lacerda Sales                   |                                         | Margarida Balseiro Lopes                |                                         | Teresa Morais                           |                                         | Teresa Morais                           |                                         | Teresa Morais                           |                                         | Luís Pais Antunes                       |                                         | Joaquim Ferreira do Amaral              |                                         | Joaquim Ferreira do Amaral              |                                         | Álvaro Laborinho Lúcio                  |                                         | Vítor Pereira Crespo                    |                                         | Vítor Pereira Crespo                    |                                         | Mário Raposo                            |                                         | Vítor Pereira Crespo                    |                                         | Vítor Pereira Crespo                    |                                         | Vítor Pereira Crespo                    |                                         | José Ferreira Júnior                    |
| 2  |                                         | Eurico Brilhante Dias                   |                                         | Paulo Mota Pinto                        |                                         | Raul Miguel de Castro                   |                                         | Margarida Marques                       |                                         | Basílio Horta                           |                                         | Luís Amado                              |                                         | Alberto Costa                           |                                         | António Costa                           |                                         | Eduardo Ferro Rodrigues                 |                                         | Henrique Neto                           |                                         | Elisa Damião Vieira                     |                                         | José Manuel Torres Couto                |                                         | Carlos Melancia                         |                                         | Almerindo Marques                       |                                         | Francisco de Oliveira Dias              |                                         | Francisco de Oliveira Dias              |                                         | Vasco da Gama Fernandes                 |
| 3  |                                         | Gabriel Mithá Ribeiro                   |                                         | Eurico Brilhante Dias                   |                                         | Hugo Patrício Oliveira                  |                                         | Feliciano Barreiras Duarte              |                                         | Fernando Marques                        |                                         | Fernando Marques                        |                                         | Feliciano Barreiras Duarte              |                                         | Feliciano Barreiras Duarte              |                                         | Fernando Costa                          |                                         | José Augusto da Silva Marques           |                                         | José Augusto da Silva Marques           |                                         | José Augusto da Silva Marques           |                                         | José Augusto da Silva Marques           |                                         | José Augusto da Silva Marques           |                                         | António Maldonado Gonelha               |                                         | António Maldonado Gonelha               |                                         | Francisco de Oliveira Dias              |
| 4  |                                         | Hugo Patrício Oliveira                  |                                         | Hugo Patrício Oliveira                  |                                         | Elza Pais                               |                                         | António Lacerda Sales                   |                                         | João Paulo Pedrosa                      |                                         | José Miguel Medeiros                    |                                         | José Miguel Medeiros                    |                                         | José António Silva                      |                                         | Osvaldo de Castro                       |                                         | Rui Vieira                              |                                         | Arlindo de Carvalho                     |                                         | Licínio Moreira da Silva                |                                         | José Alberto Seabra                     |                                         | Leonel de Sousa Fadigas                 |                                         | António Cardoso e Cunha                 |                                         | Fernando Costa                          |                                         | José Gonçalves Sapinho                  |
| 5  |                                         | Sofia Isabel Carreira                   |                                         | Catarina Sarmento e Castro              |                                         | Pedro Roque                             |                                         | Pedro Pimpão                            |                                         | Feliciano Barreiras Duarte              |                                         | Paulo Baptista Santos                   |                                         | Mário David                             |                                         | Osvaldo de Castro                       |                                         | Feliciano Barreiras Duarte              |                                         | João Poças Santos                       |                                         | Rui Vieira                              |                                         | Reinaldo Gomes                          |                                         | Licínio Moreira da Silva                |                                         | Miguel Anacoreta Correia                |                                         | Fernando Costa                          |                                         | António Cardoso e Cunha                 |                                         | Walter Rosa                             |
| 6  |                                         | Ana Sofia Antunes                       |                                         | Olga Silvestre                          |                                         | António Lacerda Sales                   |                                         | Assunção Cristas                        |                                         | Maria Conceição Pereira                 |                                         | Odete João                              |                                         | Carlos Poço                             |                                         | Maria Ofélia Moleiro                    |                                         | José António Silva                      |                                         | José Nunes Liberato                     |                                         | Álvaro Laborinho Lúcio                  |                                         | Belarmino Correia                       |                                         | Miguel Anacoreta Correia                |                                         | Reinaldo Gomes                          |                                         | Alfredo Barroso                         |                                         | Rui Mateus                              |                                         | Fernando Costa                          |
| 7  |                                         | Luís Paulo Fernandes                    |                                         | Sara Velez                              |                                         | Olga Silvestre                          |                                         | José Miguel Medeiros                    |                                         | Odete João                              |                                         | Assunção Cristas                        |                                         | Odete João                              |                                         | Graça Proença de Carvalho               |                                         | Carlos Ascenso André                    |                                         | Arnaldo Homem Rebelo                    |                                         | João Poças Santos                       |                                         | Rui Vieira                              |                                         | Rui Vieira                              |                                         | João de Almeida Eliseu                  |                                         | Francisco Menezes Falcão                |                                         | Luís Coimbra                            |                                         | Rodolfo Crespo                          |
| 8  |                                         | João Paulo Santos                       |                                         | João Gomes Marques                      |                                         | Ricardo Vicente                         |                                         | Margarida Balseiro Lopes                |                                         | Paulo Baptista Santos                   |                                         | Heitor de Sousa                         |                                         | Maria Ofélia Moleiro                    |                                         | José Miguel Medeiros                    |                                         | Maria Ofélia Moleiro                    |                                         | Maria Luísa Ferreira                    |                                         | Júlio da Piedade Henriques              |                                         | João Poças Santos                       |                                         | Reinaldo Gomes                          |                                         | Joaquim Gomes dos Santos                |                                         | Reinaldo Gomes                          |                                         | Reinaldo Gomes                          |                                         | Rui Pena                                |
| 9  |                                         | Walter Chicharro                        |                                         | Gabriel Mithá Ribeiro                   |                                         | João Paulo Pedrosa                      |                                         | José António Silva                      |                                         | Pedro Pimpão                            |                                         | Maria Conceição Pereira                 |                                         | Osvaldo de Castro                       |                                         | Paulo Baptista Santos                   |                                         | Isabel Vigia                            |                                         | Osvaldo de Castro                       |                                         | Belarmino Correia                       |                                         | José Lalanda Ribeiro                    |                                         | António Lopes Marques                   |                                         | Fernando Costa                          |                                         | Guilherme Gomes dos Santos              |                                         | José Augusto da Silva Marques           |                                         | João Manuel Ferreira                    |
| 10 |                                         | Ricardo Carvalho                        |                                         | Salvador Formiga                        |                                         | João Gomes Marques                      |                                         | Heitor de Sousa                         |                                         | Assunção Cristas                        |                                         | João Paulo Pedrosa                      |                                         | Teresa Caeiro                           |                                         | Celeste Cardona                         |                                         | Celeste Cardona                         |                                         | Gonçalo Ribeiro da Costa                |                                         | Fernando Costa                          |                                         | Maria Luísa Ferreira                    |                                         | Belarmino Correia                       |                                         | Hermínio Martins de Oliveira            |                                         | José Augusto da Silva Marques           |                                         | Guilherme Gomes dos Santos              |                                         | Telmo Ferreira Neto                     |
| 11 |                                         |                                         |                                         |                                         |                                         |                                         |                                         |                                         |                                         |                                         |                                         |                                         |                                         |                                         |                                         |                                         |                                         |                                         |                                         |                                         |                                         |                                         |                                         | Ercília Ribeiro da Silva                |                                         | Joaquim Gomes dos Santos                |                                         | Francisco Menezes Falcão                |                                         | Joaquim Gomes dos Santos                |                                         | Joaquim Gomes dos Santos                |                                         | Joaquim Gomes dos Santos                |

## Eleições

### 2024
Ver mais detalhes: Eleições legislativas portuguesas de 2024 no distrito de Leiria
| Partido                 | Partido                          | Votos   | %               | +/-   | Deputados | +/-     |
| ----------------------- | -------------------------------- | ------- | --------------- | ----- | --------- | ------- |
|                         | Aliança Democrática              | 96 311  | 35,21 / 100,00  | 1,52  | 5 / 10    | 1       |
|                         | Partido Socialista               | 61 535  | 22,50 / 100,00  | 13,23 | 3 / 10    | 2       |
|                         | CHEGA                            | 53 764  | 19,66 / 100,00  | 11,64 | 2 / 10    | 1       |
|                         | Iniciativa Liberal               | 15 446  | 5,65 / 100,00   | 0,39  | 0 / 10    | Estável |
|                         | Bloco de Esquerda                | 11 736  | 4,29 / 100,00   | 0,25  | 0 / 10    | Estável |
|                         | LIVRE                            | 7 197   | 2,63 / 100,00   | 1,58  | 0 / 10    | Estável |
|                         | Coligação Democrática Unitária   | 6 600   | 2,41 / 100,00   | 0,70  | 0 / 10    | Estável |
|                         | Pessoas–Animais–Natureza         | 4 645   | 1,70 / 100,00   | 0,39  | 0 / 10    | Estável |
|                         | Alternativa Democrática Nacional | 4 560   | 1,67 / 100,00   | 1,34  | 0 / 10    | Estável |
|                         | Outros                           | 3 080   | 1,12 / 100,00   |       | 0 / 10    |         |
| Votos Inválidos         | Votos Inválidos                  | 8 641   | 3,16 / 100,00   | 0,40  |           |         |
| Total                   | Total                            | 273 515 | 100,00 / 100,00 |       | 10 / 10   |         |
| Eleitorado/Participação | Eleitorado/Participação          | 412 184 | 66,36 / 100,00  | 9,28  |           |         |

### 2022
Ver mais detalhes: Eleições legislativas portuguesas de 2022 no distrito de Leiria
| Partido                 | Partido                        | Votos   | %               | +/-  | Deputados | +/-     |
| ----------------------- | ------------------------------ | ------- | --------------- | ---- | --------- | ------- |
|                         | Partido Socialista             | 84 253  | 35,73 / 100,00  | 4,66 | 5 / 10    | 1       |
|                         | Partido Social Democrata       | 81 778  | 34,68 / 100,00  | 1,16 | 4 / 10    | 1       |
|                         | CHEGA                          | 18 918  | 8,02 / 100,00   | 6,53 | 1 / 10    | 1       |
|                         | Iniciativa Liberal             | 12 400  | 5,26 / 100,00   | 4,34 | 0 / 10    | Estável |
|                         | Bloco de Esquerda              | 10 711  | 4,54 / 100,00   | 4,82 | 0 / 10    | 1       |
|                         | Coligação Democrática Unitária | 7 340   | 3,11 / 100,00   | 1,15 | 0 / 10    | Estável |
|                         | CDS – Partido Popular          | 4 834   | 2,05 / 100,00   | 3,27 | 0 / 10    | Estável |
|                         | Pessoas–Animais–Natureza       | 3 090   | 1,31 / 100,00   | 1,56 | 0 / 10    | Estável |
|                         | LIVRE                          | 2 469   | 1,05 / 100,00   | 0,13 | 0 / 10    | Estável |
|                         | Outros (com menos de 1,00%)    | 3 494   | 1,48 / 100,00   |      | 0 / 10    |         |
| Votos Inválidos         | Votos Inválidos                | 6 494   | 2,76 / 100,00   | 3,21 |           |         |
| Total                   | Total                          | 235 781 | 100,00 / 100,00 |      | 10 / 10   |         |
| Eleitorado/Participação | Eleitorado/Participação        | 413 083 | 57,08 / 100,00  | 3,22 |           |         |

### 2019
Ver mais detalhes: Eleições legislativas portuguesas de 2019 no distrito de Leiria
| Partido                 | Partido                              | Votos   | %               | +/-  | Deputados | +/-     |
| ----------------------- | ------------------------------------ | ------- | --------------- | ---- | --------- | ------- |
|                         | Partido Social Democrata             | 74 961  | 33,52 / 100,00  | -    | 5 / 10    | Estável |
|                         | Partido Socialista                   | 69 482  | 31,07 / 100,00  | 6,25 | 4 / 10    | 1       |
|                         | Bloco de Esquerda                    | 20 925  | 9,36 / 100,00   | 0,30 | 1 / 10    | Estável |
|                         | CDS – Partido Popular                | 11 905  | 5,33 / 100,00   | -    | 0 / 10    | 1       |
|                         | CDU – Coligação Democrática Unitária | 9 537   | 4,26 / 100,00   | 0,85 | 0 / 10    | Estável |
|                         | PESSOAS–ANIMAIS–NATUREZA             | 6 413   | 2,87 / 100,00   | 1,65 | 0 / 10    | Estável |
|                         | CHEGA                                | 3 321   | 1,49 / 100,00   | Novo | 0 / 10    | Novo    |
|                         | Outros (com menos de 1,00%)          | 13 734  | 6,15 / 100,00   |      | 0 / 10    |         |
| Votos Inválidos         | Votos Inválidos                      | 13 354  | 5,97 / 100,00   | 1,11 |           |         |
| Total                   | Total                                | 223 632 | 100,00 / 100,00 |      | 10 / 10   |         |
| Eleitorado/Participação | Eleitorado/Participação              | 415 065 | 53,88 / 100,00  | 2,39 |           |         |

### 2015
Ver mais detalhes: Eleições legislativas portuguesas de 2015 no distrito de Leiria
| Partidos                | Partidos                        | Votos   | %               | +/-   | Deputados | +/-     |
| ----------------------- | ------------------------------- | ------- | --------------- | ----- | --------- | ------- |
|                         | Portugal à Frente               | 115 453 | 48,42 / 100,00  | 11,48 | 6 / 10    | 1       |
|                         | Partido Socialista              | 59 184  | 24,82 / 100,00  | 4,11  | 3 / 10    | Estável |
|                         | Bloco de Esquerda               | 23 034  | 9,66 / 100,00   | 4,29  | 1 / 10    | 1       |
|                         | Coligação Democrática Unitária  | 12 181  | 5,11 / 100,00   | 0,14  | 0 / 10    | Estável |
|                         | Partido Democrático Republicano | 4 067   | 1,71 / 100,00   | Novo  | 0 / 10    | Novo    |
|                         | Pessoas-Animais-Natureza        | 2 908   | 1,22 / 100,00   | 0,01  | 0 / 10    | Estável |
|                         | PCTP/MRPP                       | 2 517   | 1,06 / 100,00   | 0,05  | 0 / 10    | Estável |
|                         | Outros                          | 7 488   | 3,14 / 100,00   |       | 0 / 10    |         |
| Votos inválidos         | Votos inválidos                 | 11 601  | 4,86 / 100,00   | 0,16  |           |         |
| Total                   | Total                           | 238 433 | 100,00 / 100,00 |       | 10 / 10   |         |
| Eleitorado/Participação | Eleitorado/Participação         | 423 801 | 56,26 / 100,00  | 2,24  |           |         |

### 2011
Ver mais detalhes: Eleições legislativas portuguesas de 2011 no distrito de Leiria
| Partidos                | Partidos                              | Votos   | %               | +/-   | Deputados | +/-     |
| ----------------------- | ------------------------------------- | ------- | --------------- | ----- | --------- | ------- |
|                         | Partido Social Democrata              | 116 872 | 47,00 / 100,00  | 12,03 | 6 / 10    | 2       |
|                         | Partido Socialista                    | 51 503  | 20,71 / 100,00  | 9,47  | 3 / 10    | 1       |
|                         | CDS – Partido Popular                 | 31 819  | 12,80 / 100,00  | 0,17  | 1 / 10    | Estável |
|                         | Bloco de Esquerda                     | 13 351  | 5,37 / 100,00   | 4,13  | 0 / 10    | 1       |
|                         | Coligação Democrática Unitária        | 12 349  | 4,97 / 100,00   | 0,14  | 0 / 10    | Estável |
|                         | Partido pelos Animais e pela Natureza | 3 009   | 1,21 / 100,00   | Novo  | 0 / 10    | Novo    |
|                         | PCTP/MRPP                             | 2 503   | 1,01 / 100,00   | 0,22  | 0 / 10    | Estável |
|                         | Outros                                | 4 740   | 1,91 / 100,00   |       | 0 / 10    |         |
| Votos inválidos         | Votos inválidos                       | 12 496  | 5,02 / 100,00   | 0,68  |           |         |
| Total                   | Total                                 | 248 642 | 100,00 / 100,00 |       | 10 / 10   |         |
| Eleitorado/Participação | Eleitorado/Participação               | 425 014 | 58,50 / 100,00  | 0,31  |           |         |

### 2009
Ver mais detalhes: Eleições legislativas portuguesas de 2009 no distrito de Leiria
| Partidos                | Partidos                       | Votos     | %               | +/-  | Deputados | +/-     |
| ----------------------- | ------------------------------ | --------- | --------------- | ---- | --------- | ------- |
|                         | Partido Social Democrata       | 0 86 595  | 34,97 / 100,00  | 4,83 | 4 / 10    | 1       |
|                         | Partido Socialista             | 0 74 712  | 30,18 / 100,00  | 5,40 | 4 / 10    | Estável |
|                         | CDS – Partido Popular          | 0 31 260  | 12,63 / 100,00  | 3,79 | 1 / 10    | Estável |
|                         | Bloco de Esquerda              | 0 23 519  | 9,50 / 100,00   | 3,96 | 1 / 10    | 1       |
|                         | Coligação Democrática Unitária | 0 12 645  | 5,11 / 100,00   | 0,52 | 0 / 10    | Estável |
|                         | outros                         | 0 8 110   | 3,28 / 100,00   |      | 0 / 10    |         |
|                         | inválidos                      | 0 10 752  | 4,34 / 100,00   | 0,75 |           |         |
| Total                   | Total                          | 0 247 593 | 100,00 / 100,00 |      | 10 / 10   |         |
| Eleitorado/Participação | Eleitorado/Participação        | 0 421 010 | 58,81 / 100,00  | 5,95 |           |         |

### 2005
Ver mais detalhes: Eleições legislativas portuguesas de 2005 no distrito de Leiria
| Partidos                | Partidos                       | Votos   | %             | +/-  | Deputados | +/-     |
| ----------------------- | ------------------------------ | ------- | ------------- | ---- | --------- | ------- |
|                         | Partido Social Democrata       | 99 244  | 39,8 / 100,0  | 11,0 | 5 / 10    | 1       |
|                         | Partido Socialista             | 88 623  | 35,6 / 100,0  | 6,1  | 4 / 10    | 1       |
|                         | Partido Popular                | 22 043  | 8,9 / 100,0   | 0,9  | 1 / 10    | Estável |
|                         | Bloco de Esquerda              | 13 788  | 5,5 / 100,0   | 3,3  | 0 / 10    | Estável |
|                         | Coligação Democrática Unitária | 11 423  | 4,6 / 100,0   | 0,5  | 0 / 10    | Estável |
|                         | Outros                         | 5 138   | 2,1 / 100,0   |      | 0 / 10    |         |
| Votos inválidos         | Votos inválidos                | 8 925   | 3,6 / 100,0   | 1,3  |           |         |
| Total                   | Total                          | 249 138 | 100,0 / 100,0 |      | 10 / 10   |         |
| Eleitorado/Participação | Eleitorado/Participação        | 384 186 | 64,9 / 100,0  | 2,1  |           |         |

### 2002
Ver mais detalhes: Eleições legislativas portuguesas de 2002 no distrito de Leiria
| Partidos                | Partidos                       | Votos   | %             | +/- | Deputados | +/-     |
| ----------------------- | ------------------------------ | ------- | ------------- | --- | --------- | ------- |
|                         | Partido Social Democrata       | 121 140 | 50,8 / 100,0  | 8,2 | 6 / 10    | 1       |
|                         | Partido Socialista             | 70 339  | 29,5 / 100,0  | 7,3 | 3 / 10    | 1       |
|                         | Partido Popular                | 23 460  | 9,8 / 100,0   | 0,1 | 1 / 10    | Estável |
|                         | Coligação Democrática Unitária | 9 801   | 4,1 / 100,0   | 1,2 | 0 / 10    | Estável |
|                         | Bloco de Esquerda              | 5 289   | 2,2 / 100,0   | 0,5 | 0 / 10    | Estável |
|                         | Outros                         | 3 248   | 1,4 / 100,0   |     | 0 / 10    |         |
| Votos inválidos         | Votos inválidos                | 5 362   | 2,3 / 100,0   | 0,1 |           |         |
| Total                   | Total                          | 238 669 | 100,0 / 100,0 |     | 10 / 10   |         |
| Eleitorado/Participação | Eleitorado/Participação        | 379 949 | 62,8 / 100,0  | 1,0 |           |         |

### 1999
Ver mais detalhes: Eleições legislativas portuguesas de 1999 no distrito de Leiria
| Partidos                | Partidos                       | Votos   | %             | +/-     | Deputados | +/-     |
| ----------------------- | ------------------------------ | ------- | ------------- | ------- | --------- | ------- |
|                         | Partido Social Democrata       | 99 192  | 42,6 / 100,0  | 0,7     | 5 / 10    | Estável |
|                         | Partido Socialista             | 85 593  | 36,8 / 100,0  | 0,1     | 4 / 10    | Estável |
|                         | Partido Popular                | 23 099  | 9,9 / 100,0   | 1,5     | 1 / 10    | Estável |
|                         | Coligação Democrática Unitária | 12 357  | 5,3 / 100,0   | 0,8     | 0 / 10    | Estável |
|                         | Bloco de Esquerda              | 3 848   | 1,7 / 100,0   | Novo    | 0 / 10    | Novo    |
|                         | Outros                         | 3 707   | 1,6 / 100,0   |         | 0 / 10    |         |
| Votos inválidos         | Votos inválidos                | 5 067   | 2,2 / 100,0   | Estável |           |         |
| Total                   | Total                          | 232 863 | 100,0 / 100,0 |         | 10 / 10   |         |
| Eleitorado/Participação | Eleitorado/Participação        | 376 706 | 61,8 / 100,0  | 3,5     |           |         |

### 1995
Ver mais detalhes: Eleições legislativas portuguesas de 1995 no distrito de Leiria
| Partidos                | Partidos                       | Votos   | %             | +/-     | Deputados | +/-     |
| ----------------------- | ------------------------------ | ------- | ------------- | ------- | --------- | ------- |
|                         | Partido Social Democrata       | 105 969 | 43,3 / 100,0  | 17,9    | 5 / 10    | 2       |
|                         | Partido Socialista             | 89 771  | 36,7 / 100,0  | 13,7    | 4 / 10    | 1       |
|                         | Partido Popular                | 27 863  | 11,4 / 100,0  | 6,6     | 1 / 10    | 1       |
|                         | Coligação Democrática Unitária | 11 087  | 4,5 / 100,0   | Estável | 0 / 10    | Estável |
|                         | Outros                         | 4 414   | 1,8 / 100,0   |         | 0 / 10    |         |
| Votos inválidos         | Votos inválidos                | 5 424   | 2,2 / 100,0   | 0,4     |           |         |
| Total                   | Total                          | 244 528 | 100,0 / 100,0 |         | 10 / 10   |         |
| Eleitorado/Participação | Eleitorado/Participação        | 374 257 | 65,3 / 100,0  | 1,8     |           |         |

### 1991
Ver mais detalhes: Eleições legislativas portuguesas de 1991 no distrito de Leiria
| Partidos                | Partidos                          | Votos   | %             | +/-  | Deputados | +/-     |
| ----------------------- | --------------------------------- | ------- | ------------- | ---- | --------- | ------- |
|                         | Partido Social Democrata          | 147 279 | 61,2 / 100,0  | 0,4  | 7 / 10    | 2       |
|                         | Partido Socialista                | 55 442  | 23,0 / 100,0  | 4,3  | 3 / 10    | 1       |
|                         | Centro Democrático e Social       | 11 527  | 4,8 / 100,0   | 1,2  | 0 / 10    | Estável |
|                         | Coligação Democrática Unitária    | 10 742  | 4,5 / 100,0   | 1,4  | 0 / 10    | Estável |
|                         | Partido da Solidariedade Nacional | 3 467   | 1,4 / 100,0   | Novo | 0 / 10    | Novo    |
|                         | Outros                            | 5 991   | 2,5 / 100,0   |      | 0 / 10    |         |
| Votos inválidos         | Votos inválidos                   | 6 257   | 2,6 / 100,0   | 0,1  |           |         |
| Total                   | Total                             | 240 705 | 100,0 / 100,0 |      | 10 / 10   | 1       |
| Eleitorado/Participação | Eleitorado/Participação           | 358 670 | 67,1 / 100,0  | 5,1  |           |         |

### 1987
Ver mais detalhes: Eleições legislativas portuguesas de 1987 no distrito de Leiria
| Partidos                | Partidos                       | Votos   | %             | +/-  | Deputados | +/-     |
| ----------------------- | ------------------------------ | ------- | ------------- | ---- | --------- | ------- |
|                         | Partido Social Democrata       | 146 879 | 60,8 / 100,0  | 22,6 | 9 / 11    | 4       |
|                         | Partido Socialista             | 45 277  | 18,7 / 100,0  | 0,9  | 2 / 11    | Estável |
|                         | Centro Democrático Social      | 14 608  | 6,0 / 100,0   | 6,2  | 0 / 11    | 1       |
|                         | Coligação Democrática Unitária | 14 312  | 5,9 / 100,0   | 2,0  | 0 / 11    | 1       |
|                         | Partido Renovador Democrático  | 7 308   | 3,0 / 100,0   | 12,3 | 0 / 11    | 2       |
|                         | Outros                         | 7 310   | 3,0 / 100,0   |      | 0 / 11    |         |
| Votos inválidos         | Votos inválidos                | 6 018   | 2,5 / 100,0   | 0,6  |           |         |
| Total                   | Total                          | 241 712 | 100,0 / 100,0 |      | 11 / 11   |         |
| Eleitorado/Participação | Eleitorado/Participação        | 334 650 | 72,2 / 100,0  | 1,0  |           |         |

### 1985
Ver mais detalhes: Eleições legislativas portuguesas de 1985 no distrito de Leiria
| Partidos                | Partidos                      | Votos   | %             | +/-  | Deputados | +/-     |
| ----------------------- | ----------------------------- | ------- | ------------- | ---- | --------- | ------- |
|                         | Partido Social Democrata      | 93 193  | 38,6 / 100,0  | 3,0  | 5 / 11    | 1       |
|                         | Partido Socialista            | 47 181  | 19,6 / 100,0  | 13,1 | 2 / 11    | 2       |
|                         | Partido Renovador Democrático | 36 830  | 15,3 / 100,0  | Novo | 2 / 11    | Novo    |
|                         | Centro Democrático Social     | 29 332  | 12,2 / 100,0  | 4,0  | 1 / 11    | 1       |
|                         | Aliança Povo Unido            | 19 038  | 7,9 / 100,0   | 1,6  | 1 / 11    | Estável |
|                         | Partido da Democracia Cristã  | 3 145   | 1,3 / 100,0   | 0,5  | 0 / 11    | Estável |
|                         | Outros                        | 5 304   | 2,2 / 100,0   |      | 0 / 11    |         |
| Votos inválidos         | Votos inválidos               | 7 369   | 3,1 / 100,0   | 0,1  |           |         |
| Total                   | Total                         | 241 392 | 100,0 / 100,0 |      | 11 / 11   |         |
| Eleitorado/Participação | Eleitorado/Participação       | 329 661 | 73,2 / 100,0  | 4,1  |           |         |

### 1983
Ver mais detalhes: Eleições legislativas portuguesas de 1983 no distrito de Leiria
| Partidos                | Partidos                  | Votos   | %             | +/-  | Deputados | +/-     |
| ----------------------- | ------------------------- | ------- | ------------- | ---- | --------- | ------- |
|                         | Partido Social Democrata  | 84 862  | 35,6 / 100,0  | -    | 4 / 11    | -       |
|                         | Partido Socialista        | 78 041  | 32,7 / 100,0  | 10,0 | 4 / 11    | 1       |
|                         | Centro Democrático Social | 38 556  | 16,2 / 100,0  | -    | 2 / 11    | -       |
|                         | Aliança Povo Unido        | 22 572  | 9,5 / 100,0   | 0,2  | 1 / 11    | Estável |
|                         | Outros                    | 7 095   | 3,0 / 100,0   |      | 0 / 11    |         |
| Votos inválidos         | Votos inválidos           | 7 243   | 3,0 / 100,0   | 0,7  |           |         |
| Total                   | Total                     | 238 369 | 100,0 / 100,0 |      | 11 / 11   |         |
| Eleitorado/Participação | Eleitorado/Participação   | 308 231 | 77,3 / 100,0  | 6,5  |           |         |

### 1980
Ver mais detalhes: Eleições legislativas portuguesas de 1980 no distrito de Leiria
| Partidos                | Partidos                        | Votos   | %             | +/- | Deputados | +/-     |
| ----------------------- | ------------------------------- | ------- | ------------- | --- | --------- | ------- |
|                         | Aliança Democrática             | 150 353 | 59,8 / 100,0  | 3,7 | 7 / 11    | Estável |
|                         | Frente Republicana e Socialista | 57 117  | 22,7 / 100,0  | 1,2 | 3 / 11    | Estável |
|                         | Aliança Povo Unido              | 24 460  | 9,7 / 100,0   | 1,2 | 1 / 11    | Estável |
|                         | POUS-PST                        | 4 895   | 2,0 / 100,0   | 1,0 | 0 / 11    | Estável |
|                         | União Democrática Popular       | 2 618   | 1,0 / 100,0   | 0,5 | 0 / 11    | Estável |
|                         | Outros                          | 6 081   | 2,4 / 100,0   |     | 0 / 11    |         |
| Votos inválidos         | Votos inválidos                 | 5 752   | 2,3 / 100,0   | 0,7 |           |         |
| Total                   | Total                           | 251 276 | 100,0 / 100,0 |     | 11 / 11   |         |
| Eleitorado/Participação | Eleitorado/Participação         | 299 972 | 83,8 / 100,0  | 2,8 |           |         |

### 1979
Ver mais detalhes: Eleições legislativas portuguesas de 1979 no distrito de Leiria
| Partidos                | Partidos                               | Votos   | %             | +/-  | Deputados | +/-     |
| ----------------------- | -------------------------------------- | ------- | ------------- | ---- | --------- | ------- |
|                         | Aliança Democrática                    | 142 731 | 56,2 / 100,0  | 4,9  | 7 / 11    | 1       |
|                         | Partido Socialista                     | 58 955  | 23,2 / 100,0  | 7,9  | 3 / 11    | 1       |
|                         | Aliança Povo Unido                     | 27 561  | 10,9 / 100,0  | 3,6  | 1 / 11    | Estável |
|                         | Partido da Democracia Cristã           | 4 674   | 1,8 / 100,0   | 1,1  | 0 / 11    | Estável |
|                         | União Democrática Popular              | 3 789   | 1,5 / 100,0   | 0,5  | 0 / 11    | Estável |
|                         | PCTP/MRPP                              | 2 641   | 1,0 / 100,0   | 0,5  | 0 / 11    | Estável |
|                         | Partido Operário de Unidade Socialista | 2 621   | 1,0 / 100,0   | Novo | 0 / 11    | Novo    |
|                         | Outros                                 | 3 423   | 1,3 / 100,0   |      | 0 / 11    |         |
| Votos inválidos         | Votos inválidos                        | 7 718   | 3,0 / 100,0   | 3,0  |           |         |
| Total                   | Total                                  | 254 113 | 100,0 / 100,0 |      | 11 / 11   |         |
| Eleitorado/Participação | Eleitorado/Participação                | 293 564 | 86,6 / 100,0  | 6,3  |           |         |

### 1976
Ver mais detalhes: Eleições legislativas portuguesas de 1976 no distrito de Leiria
| Partidos                | Partidos                    | Votos   | %             | +/-  | Deputados | +/-     |
| ----------------------- | --------------------------- | ------- | ------------- | ---- | --------- | ------- |
|                         | Partido Popular Democrático | 69 457  | 31,2 / 100,0  | 4,4  | 4 / 11    | 1       |
|                         | Partido Socialista          | 69 236  | 31,1 / 100,0  | 2,1  | 4 / 11    | 1       |
|                         | Centro Democrático Social   | 43 213  | 19,4 / 100,0  | 12,6 | 2 / 11    | 1       |
|                         | Partido Comunista Português | 16 226  | 7,3 / 100,0   | 0,9  | 1 / 11    | 1       |
|                         | União Democrática Popular   | 2 136   | 1,0 / 100,0   | 0,1  | 0 / 11    | Estável |
|                         | Outros                      | 9 080   | 4,1 / 100,0   |      | 0 / 11    |         |
| Votos inválidos         | Votos inválidos             | 13 404  | 6,0 / 100,0   | 4,0  |           |         |
| Total                   | Total                       | 222 752 | 100,0 / 100,0 |      | 11 / 11   |         |
| Eleitorado/Participação | Eleitorado/Participação     | 277 582 | 80,2 / 100,0  | 10,0 |           |         |